# 桐原村 (新潟県)
桐原村（きりはらむら）は、かつて新潟県三島郡にあった村。

## 沿革
- 1889年（明治22年）4月1日 - 町村制施行に伴い三島郡上桐村、黒坂村、三瀬ケ谷村、根小屋村、荒巻村、門新村、北野村が合併し、桐原村が発足。
- 1901年（明治34年）11月1日 - 三島郡島崎村と合併し、桐島村となり消滅。